# Prinsesse Sissi
Prinsesse Sissi er en tegnefilmsserie, der blev vist på Fox-kids (nuværende Disney XD). Serien foregår i det sydlige Tyskland og Østrig og baserer sig omkring den østrigske kejserfamilie, hvor hovedpersonen Sissi skal forestille at være den senere Elisabeth af Østrig-Ungarn. 

## Handling
Serien handler om en ung pige, der hedder Elisabeth, men bliver blandt venner kaldt Sissi. Hendes far Hertug Max (Maximilian Joseph i Bayern) er tit ude at rejse og familien ved sjældent, hvornår han kommer hjem igen. 
Sissis familie er venner med alle i den nærliggende landsby. De hjælpes ad, når der skal bygges et hus til familien Brauner efter Grev Arkas og hans mænd satte ild til det gamle hus. 
Efter branden skjuler en forældreløs dreng ved navn Tommy sig i skoven og hjælper prinserne af Østrig en aften, de rider igennem skoven og bliver angrebet af ulve. Den ældste prins, Frans får et godt øje til Sissi efter at hun sammen med nogle landsbyboere får dem begge hjem til familiens gods Possenhofen i daglig tale Possie. 
I starten ved Sissi og hendes familie ikke at Frans og hans bror Karl er prinser. Men det bliver opdaget, da kejserinde Sofia kommer til Bayern for at hente sine sønner hjem. Inden de rejser holder hertugparret en fest for kejserinden. Her møder familien udover kejserinden, General von Grossberg og hans datter Helena, der muligvis ved, hvordan man skal opføre sig i de rigtig fine kredse, men samtidig er egoistisk og arrogant og i det hele taget ikke rigtig har så åbent et sind som Sissi.
Da Sissi kommer til Schönbrunn møder hun hofdame Mathilde, der får til opgave at oplære hende i etikette og manerer ved hoffet. Lige ved ankomsten er det ret svært for Sissi at finde sig til rette, men hun får stor hjælp af sin elskede prins Frans.

## Dyr
Sissi får en hest, som hun falder for og får reddet fra den væmmelige og onde grev Arkas. Hesten, som får navnet Torden, har et ret voldsomt temperament af og til, men med omsorg fra Sissi bliver den blid og forholdsvis rolig. Det er for det meste kun Sissi der kan ride på Torden, når hesten først er redet til med lidt hjælp fra den sårede ungarske oprører Gulliah Andrassi, der var i kavaleriet og den vej rundt har sin viden om heste. Sissi har også en hund som hun kalder Fjolle. Den får hun af sin far i det første afsnit. 

## På DVD
De otte første afsnit kan købes på to dvd'er i butikkerne. Men de otte afsnit er langtfra nok til at præsentere alle figurerne.